# Alcazar (banda)
Alcazar é um grupo de dance music sueco, que estabeleceu como um dos grupos mais bem sucedidos da Suécia com uma série de sucessos desde seu single de estréia em 1999. Em todo o mundo foram vendidos mais de 12 milhões de discos , entre 2001 e 2004. Obtiveram sucesso em todo o mundo com sua música "Crying At The Discoteque", ´nos EUA, Brasil, Austrália, Japão e a maioria dos países da Europa. O grupo retornou as atividades em 2014.

## Álbuns

### Álbuns de estúdio
| Título          | Detalhes                                                                                  | Peak chart positions | Peak chart positions | Peak chart positions | Peak chart positions |
| Título          | Detalhes                                                                                  | SWE                  | SWI                  | GER                  | NL                   |
| --------------- | ----------------------------------------------------------------------------------------- | -------------------- | -------------------- | -------------------- | -------------------- |
| Casino          | - Lançamento: 18 de outubro de 2000 - Gravadora: RCA/Sony BMG - Formatos: CD, cassette    | 40                   | —                    | 34                   | 28                   |
| Alcazarized     | - Lançamento: 6 de maio de 2003 - Gravadora: RCA/Sony BMG - Formatos: CD, cassette        | 2                    | 43                   | 46                   | —                    |
| Disco Defenders | - Lançamento: 11 de março de 2009 - Gravadora: Universal Records - Formatos: CD, download | 4                    | —                    | —                    | —                    |

### Compilações
| Título            | Detalhes                                                                          | Peak positions |
| Título            | Detalhes                                                                          | SWE            |
| ----------------- | --------------------------------------------------------------------------------- | -------------- |
| Dancefloor Deluxe | - Lançamento: 25 de agosto de 2004 - Gravadora: Sony BMG - Formatos: CD, download | 3              |

### Ao vivo
| Título            | Detalhes                                                          |
| ----------------- | ----------------------------------------------------------------- |
| A Tribute to ABBA | - Lançamento: 2005 - Gravadora: Sony BMG - Formatos: CD, download |

## Singles
| Ano  | Título                         | Chart positions | Chart positions | Chart positions | Chart positions | Chart positions | Chart positions | Chart positions | Chart positions | Chart positions | Chart positions | Chart positions | Chart positions | Chart positions | Chart positions | Chart positions | Chart positions | Álbum                             |
| Ano  | Título                         | SWE             | AUS             | AUT             | BEL             | FIN             | GER             | NLD             | IRL             | ITA             | ESP             | CH              | UK              | DEN             | NOR             | US DC/P         | EU              | Álbum                             |
| ---- | ------------------------------ | --------------- | --------------- | --------------- | --------------- | --------------- | --------------- | --------------- | --------------- | --------------- | --------------- | --------------- | --------------- | --------------- | --------------- | --------------- | --------------- | --------------------------------- |
| 1999 | "Shine On"A                    | —               | —               | —               | —               | —               | —               | —               | —               | —               | —               | —               | —               | —               | —               | —               | —               | Casino                            |
| 2000 | "Ritmo Del Amor"A              | —               | —               | —               | —               | —               | —               | —               | —               | —               | —               | —               | —               | —               | —               | —               | —               | Casino                            |
| 2001 | "Crying at the Discoteque"     | 29              | 14              | 14              | 2               | 8               | 3               | 14              | 6               | 4               | 16              | —               | 13              | —               | —               | —               | —               | Casino                            |
| 2001 | "Sexual Guarantee"B            | 28              | —               | —               | 16              | —               | 72              | 30              | —               | 9               | —               | —               | 30              | —               | —               | —               | —               | Casino                            |
| 2002 | "Don't You Want Me"            | 30              | 37              | —               | —               | 18              | 74              | 83              | —               | —               | —               | —               | —               | —               | —               | 30              | —               | Casino                            |
| 2003 | "Not a Sinner Nor a Saint"A    | 1               | —               | —               | —               | —               | —               | —               | —               | —               | —               | —               | —               | —               | —               | —               | 67              | Alcazarized                       |
| 2003 | "Ménage à Trois"A              | 19              | —               | —               | —               | —               | —               | —               | —               | 24              | —               | —               | —               | —               | —               | —               | —               | Alcazarized                       |
| 2003 | "Someday"A                     | 31              | —               | —               | —               | —               | —               | —               | —               | —               | —               | —               | —               | —               | —               | —               | —               | Alcazarized                       |
| 2003 | "Love Life"A                   | 10              | —               | —               | —               | —               | —               | —               | —               | —               | —               | —               | —               | —               | —               | —               | —               | Alcazarized                       |
| 2004 | "This Is the World We Live In" | 3               | 31              | 37              | 17              | —               | 30              | 75              | —               | 11              | —               | 30              | 15              | 14              | 16              | —               | 23              | Alcazarized                       |
| 2004 | "Physical"B                    | —               | —               | —               | —               | 3               | 59              | —               | —               | —               | —               | —               | —               | —               | —               | —               | 30              | Alcazarized                       |
| 2004 | "Here I Am"B                   | 41              | —               | —               | —               | 6               | —               | —               | —               | —               | —               | —               | —               | —               | —               | —               | —               | Dancefloor Deluxe                 |
| 2005 | "Alcastar"A                    | 1               | —               | —               | —               | —               | —               | —               | —               | —               | —               | —               | —               | —               | —               | —               | 69              | Alcastar CDS                      |
| 2005 | "Start the Fire"B              | 10              | —               | —               | —               | —               | 62              | —               | —               | —               | —               | —               | —               | —               | —               | —               | —               | Dancefloor Deluxe                 |
| 2008 | "We Keep on Rockin'"A          | 4               | —               | —               | —               | —               | —               | —               | —               | —               | —               | —               | —               | —               | —               | —               | —               | Disco Defenders                   |
| 2008 | "Inhibitions"A                 | 10              | —               | —               | —               | —               | —               | —               | —               | —               | —               | —               | —               | —               | —               | —               | —               | Disco Defenders                   |
| 2009 | "Stay the Night"A              | 2               | —               | —               | —               | —               | —               | —               | —               | —               | —               | —               | —               | —               | —               | —               | 54              | Disco Defenders                   |
| 2009 | "Burning"B                     | —               | —               | —               | —               | —               | —               | —               | —               | —               | —               | —               | —               | —               | —               | —               | —               | Disco Defenders                   |
| 2009 | "From Brazil with Love"B       | —               | —               | —               | —               | —               | —               | —               | —               | —               | —               | —               | —               | —               | —               | —               | —               | Disco Defenders                   |
| 2009 | "Last Christmas"B              | —               | —               | —               | —               | —               | —               | —               | —               | —               | —               | —               | —               | —               | —               | —               | —               | Disco Defenders - Special Edition |
| 2010 | "Headlines"                    | 10              | —               | —               | —               | —               | —               | —               | —               | —               | —               | —               | —               | —               | —               | —               | —               | Headlines CDS                     |

A - Lançado somente na Suécia.

B - Lançado somente na Europa.